# 郵政局冤案
郵政局冤案是英國的一起冤獄。1999年至2015年间，超过900名邮局公司分局的負責人因被指盗窃、虚假会计和欺诈而被起诉，而實際上這一切都是由邮局公司的Horizon会计軟件系統造成的。 2019年，英格蘭及威爾斯高等法院裁定Horizon会计系統存在問題。2020年，英國政府启动公开调查。法院从2020年开始撤销此前的定罪。截至2024年1月，一些受害者仍在争取推翻定罪并要求获得赔偿。
Horizon会计系统是由日本富士通公司旗下的ICL Pathway开发的。1999年，邮局公司开始向其分局推廣新開發的會計系統。不久一些分局局长就注意到新會計系统存在缺陷，不過邮局公司坚称Horizon会计系统沒有問題。如果邮局公司發現會計系統上面的賬目和實際收到的賬款不符，邮局公司反而會怪罪分局局長並且起訴這些分局局長或者强迫分局局長补足差額。很多分局局長被判有罪，甚至被监禁、解僱，這些被判有罪的分局局長也因此背上沉重的债务甚至破产，還有人因此自杀。 2009年5月，计算机周刊刊登了有关Horizon會計系統存在缺陷的新聞，2009年9月，邮局公司的分局局長艾伦·贝茨成立了分局局長正义联盟 (JFSA)。
2012年，迫于活动人士和國會議員的压力，邮局公司任命会计师对Horizon會計系統进行调查。调查人员得出的结论是，Horizon會計系統的確存在缺陷，但邮局公司依然坚称Horizon會計系統不存在系统性问题。
2019年，艾伦·贝茨领导的由555名分局局長组成的团队赢得了针对邮局公司提起的集体诉讼，法官裁定Horizon會計系統的確存在缺陷。邮局公司同意以5800万英镑的代價进行庭外和解。不過這些分局局長為此案件復出的訴訟成本就达4700 万英镑，如果答應和解條件，他们每人實際上只獲得约2万英镑的賠償。之後法院決定撤銷此前對六名分局局长的定罪。
2020年9月，英國政府成立了邮局公司Horizon IT调查机构，負責调查Horizon系统的缺陷。
2024年1月，一部四集电视剧《英倫冤案：貝茨先生 vs 郵局》在英國的ITV电视网播出，香港則於3月1日起在Now TV的Now Studio自選服務上架播放，此后郵政局冤案再次受到公眾的關注。電視劇播出后不久，英國首相里希·苏纳克承诺會制定新法律，來幫助此前被错误定罪的分局局长。另外富士通被曝光在2012年至2024年年初這段時間依然赢得英国政府近200份公共合同，涉及金额达67亿英镑。英国保守党议员戴维·迈克尔·戴维斯呼吁“将富士通排除在政府合同之外”。富士通方面则表示已就该公司给受害者及其家属造成的痛苦进行过道歉，支持继续调查事件真相。